# Phrynobatrachus ogoensis
Phrynobatrachus ogoensis es una especie  de anfibios de la familia Phrynobatrachidae.

## Distribución geográfica
Es endémica de Gabón.  